# Чок, Иштван

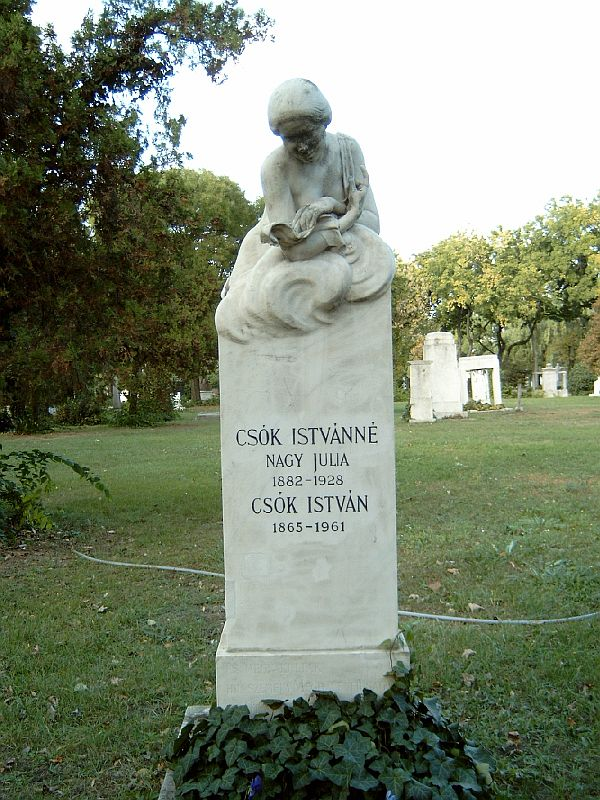
Памятник на могиле Иштвана Чока в Будапеште

Иштван Чок (венг. Csók István; 13 февраля 1865, с. Шарегреш, Австро-Венгрия (ныне — в венгерском медье Фейер) — 1 февраля 1961, Будапешт) — венгерский художник-импрессионист.

## Биография
Родился в богатой семье. Начальное художественное обучение в 1882 г. получил в училище декоративно-прикладного искусства Будапешта под руководством Берталана Секея и Кароя Лотца. Продолжил учебу в частной школе «Simon Hollósy» в Мюнхене. Затем, с 1888 по 1889 — в Париже, в «Академии Жюлиана».
В конце XIX века правительство заказало Иштвану Чоку большое историческое полотно (24 м²) с изображением знаменитой венгерской графини Эрже́бет Ба́тори из Эчеда. Картина написанная художником с глубоким внутренним драматизмом и натурализмом, получила международное признание, однако официальными кругами Венгрии была встречена прохладно, так как в ней находили признаки аллегории местной аристократии.
С 1903 г. переехал в Париж, где проживал жил и плодотворно работал до 1910 г. В его работах «Парижского периода» ощутимо заметное влияние французских импрессионистов.
После 1910 года вернулся в Венгрию, в его картинах появилось больше сцен из повседневной жизни людей среднего класса. Его портреты, пейзажи и натюрморты стали напоминать полотна Ренуара.
В конце 1910-х годов он познакомился с озером Балатон, венгерским морем, который стал его многолетней любовью и основой вдохновения художника на протяжении десятилетий.
С 1920 года профессор Иштван Чок — президент «Szinyei общества», преподаватель Академии изобразительных искусств.
Иштван Чок с успехом участвовал в выставках и показах. В 1890 г. на Всемирной ярмарке в Париже за две написанные им картины Иштван Чок был удостоен золотой медали, затем получил Гран-при и золотую медаль на Парижском салоне 1891 года и в 1894 году — золотую медаль на выставке в Мюнхене. Обе картины сразу были приобретены музеями. Первая — Будапештским музеем изобразительных искусств, а вторая — Венгерским Национальным музеем. Участник международных выставок в Риме, Сан-Франциско, Питтсбурге и Лондоне.
Работы Чока окрашены национальным венгерским колоритом. Широко известный художник Венгрии, прославившийся, в первую очередь, своими портретами, натюрмортами, картинами в жанре ню, пейзажами озера Балатон. В 1935 г. «Ernst Múzeumban» — музей современного искусства в Будапеште организовал выставку лучших работ художника, выполненных им за полвека.
Скончался 1 февраля 1961 года и похоронен на кладбище «Kerepeser» в Будапеште.
Лауреат Национальной премии Лайоша Кошута (1948, 1952).